# Adjanovka
Adjanovka - Аджановка (rus) - és un khútor del krai de Krasnodar, a Rússia. És a 11 km a l'est de Primorsko-Akhtarsk i a 117 km al nord-oest de Krasnodar. Pertany al khútor de Novopokrovski.